# Self Caught Flight
Il Self-Caught Flight (SCF) è una delle 10 discipline del frisbee. Include principalmente due tipi di intenzione, in ogni caso l'intenzione base è di lanciare il disco a boomerang il più alto alto possibile, in modo da permettere poi al lanciatore di catturarlo con una mano sola. Per ottenere buoni risultati, i giocatori devono essere abili nel misurare il vento, leggere il volo del disco e impiegare buone tecniche di presa.

## Tipi di intenzione nel Self-Caught Flight
- Maximum Time Aloft (MTA,): l'intenzione è di mantenere il disco in aria il più a lungo possibile e quindi di afferrarlo con una mano prima che raggiunga il suolo. Il tempo in cui il disco rimane nell'aria viene misurato con un cronometro. I giocatori ottengono cinque tentativi e viene tenuto in considerazione il miglior tempo. Per un cronometraggio preciso vengono utilizzati tre cronometri. Viene utilizzata la mediana o il tempo intermedio delle tre volte.

- Throw, Run and Catch (TRC): il giocatore lancia, e poi corre a prendere il disco con una mano. Viene misurata la distanza tra il cerchio in cui è stato lanciato il disco e il punto in cui è stato catturato. I giocatori ottengono cinque tentativi e quello migliore resta valido.

- Self Caught Flight (SCF): MTA e TRC sono combinati in un evento facendo fare ai giocatori cinque tentativi per ogni disciplina. Il punteggio SCF viene ottenuto prendendo il risultato TRC in metri e aggiungendolo al tempo MTA in secondi, che viene moltiplicato per un fattore 5,5. Questo perché la regola generale è che 1 secondo equivale a 5,5 metri. Pertanto, un TRC di 40 m e un MTA di 7,3 secondi risulterebbero in un punteggio SCF di 40 + (7,3 × 5,5) = 80,15.